# Grand National Films
Grand National Films, Inc, auch Grand National Pictures, war eine US-amerikanische Filmgesellschaft, die von 1936 bis 1939 existierte.

## Geschichte
Der Filmverleiher Edward L. Alperson gründete Grand National 1936. Ursprünglich als Filmverleih im Stile von United Artists oder Monogram Pictures gedacht, begann das Filmstudio bald eigene Produktionen zu drehen, als Grand National sich den Studiokomplex von Educational Pictures aneignete. Alperson erfand das Logo des Studios. es stellte einen futuristischen Uhrturm dar, der Untertitel/Slogan lautete „it’s time to see a Grand National release“ (dt. „Es ist an der Zeit eine Grand-National-Veröffentlichung zu sehen“).
Grand National gewann James Cagney als Produzenten für zwei Filme und kaufte die Rechte an einem britischen Film mit Boris Karloff. Mit Tex Fletcher und dessen Film Six-Gun Rhythm, Tex Ritter sowie Dorothy Page drehten sie einige Western im Stil der gerade populären Singing-Cowboy-Filme. Zudem drehten sie einige Filme der Shadow-Serie. Neben den Western waren die größten Erfolge die Komödien von Charles Lamont.  Grand National drehten außerdem einige Farbfilme im Cinecolor-Verfahren, die sie nach Filmproduzent  George Hirliman als „Hirlicolor“ bezeichneten.
Nach Great Guy (1936) bekam  Cagney Chicago – Engel mit schmutzigen Gesichtern angeboten. Doch stattdessen entschied Cagney die Musicalkomödie Musik in den Fäusten zu drehen, da er Angst hatte, auf Gangsterfilme abonniert zu sein. Nachdem dieser Film floppte drehte er dann doch Chicago – Engel mit schmutzigen Gesichtern, jedoch für Warner Bros.
1939 ging das Studio pleite und verkaufte seine fertig gedrehten, aber noch nicht veröffentlichten Filme an Universal Pictures. Die bereits veröffentlichten Filme gingen an Astor Pictures und der Studiokomplex wurde von der Producers Releasing Corporation aufgekauft.
Bei der Oscarverleihung 1938 wurden zwei Mitarbeiter der Musik- und Soundabteilung für den Oscar nominiert. A. E. Kaye wurde für The Girl Said No (1937) für den Besten Ton und Constantin Bakaleinikoff für Musik in den Fäusten für die Beste Filmmusik nominiert.

## Filmografie (Auswahl)
Grand National veröffentlichten während der drei Jahre ihres Bestehens über 100 Filme. Dazu gehörten unter anderem:
- 1936: Captain Calamity
- 1937: Carmen in Texas (Trouble in Texas)
- 1937: Musik in den Fäusten (Something to Sing About)
- 1937: The Girl Said No
- 1938: Swing It, Sailor!
- 1938: Here’s Flash Casey
- 1938: Mr. Boggs Steps Out
- 1939: Exile Express
- 1940: Isle of Destiny (von RKO Pictures veröffentlicht)